# Lançon-Provence
Lançon-Provence ist eine französische Gemeinde mit 9627 Einwohnern (Stand 1. Januar 2022) im Département Bouches-du-Rhône in der Region Provence-Alpes-Côte d’Azur.

## Geografie
Der Ort liegt auf einem Hügel, 30 Kilometer westlich von Aix-en-Provence und sechs Kilometer südlich von Salon-de-Provence. Zu Lançon gehört der sieben Kilometer östlich gelegene Ortsteil La Val de Sibourg am Canal de Marseille. Im Nordwesten hat die Gemeinde einen Anteil am Flugplatz der Patrouille de France, der offiziellen Kunstflugstaffel der französischen Luftwaffe.

## Bevölkerungsentwicklung
| Jahr                       | 1962 | 1968 | 1975 | 1982 | 1990 | 1999 | 2007 | 2017 |
| Einwohner                  | 1664 | 2018 | 2743 | 3990 | 6224 | 6688 | 7674 | 8959 |
| Quellen: Cassini und INSEE |      |      |      |      |      |      |      |      |

## Wappen
Wappenbeschreibung: In Blau ein sechzehnstrahliger goldener Stern.

## Sehenswürdigkeiten
In Lançon wurde eine Weiheinschrift aus römischer Zeit für einen ansonsten unbekannten Gott Accorus aufgefunden.
Die wichtigste Sehenswürdigkeit des Ortes ist die Burgruine, sie gehörte dem Adel von Les-Baux-de-Provence. Die Kapelle St-Cyr ist aus dem 11. Jahrhundert. Im Ort findet man viele alte Portale aus dem 17. und 18. Jahrhundert.

## Verkehrsanbindung
Durch das Gemeindegebiet führt die Autoroute du Soleil. Lançon ist bei Touristen vor allem für seine Mautstation (Gare de Péage de Lançon) bekannt. Um auf die Autobahn A7 zu gelangen, muss man allerdings die Auffahrt im sechs Kilometer entfernten Salon-de-Provence nutzen.

## Persönlichkeiten
- Raymond I., Herrscher von Les-Baux, Erbauer des Schlosses von Lançon
- Emmanuel Signoret (1872–1900), in Lançon geborener Dichter